# LEGO Jurassic World: L'evasione di Indominus Rex
LEGO Jurassic World: L'evasione di Indominus Rex (Lego Jurassic World: The Indominus Escape), noto anche come LEGO Jurassic World: Fuga Indomita è un film LEGO basato su Jurassic World. In origine era una miniserie in cinque parti prima di essere fuso in un film distribuito con Jurassic World, pubblicato il 18 ottobre 2016 negli Stati Uniti.
L'edizione home video è stata distribuita con il titolo LEGO Jurassic World: La fuga di Indominus.

## Trama
Simon Masrani porta Claire Dearing nel suo elicottero all'isola, al ritorno fa alcune manovre aeree che lo portano a sbattere accidentalmente contro la voliera e cadere dal suo elicottero. Owen Grady appare e salva Simon con Tango, il suo Pteranodon addestrato dopo essersi allenato con suoi Velociraptor. Mentre Simon viene portato via da un'ambulanza, riferisce a Claire che il Jurassic World avrà bisogno di una nuova attrazione per ricostruire la voliera.
Nel bosco, Vic Hoskins va a caccia di dinosauri e scambia un dipendente travestito per un dinosauro vero e inizia a sparargli e a inseguirlo. Nel frattempo, Claire decide di creare un nuovo dinosauro. Quando Owen dice che è impossibile creare un dinosauro, il Dr. Henry Wu afferma che invece è possibile crearne uno e come dimostrazione fonde il DNA di un Velociraptor con quello di un Carnotaurus per formare un Carnoraptor.
Durante la serata, Vic è ancora a caccia del uomo travestito da dinosauro. Quando Owen si dirige verso la parte vecchia dell'isola, dove vede diversi dinosauri ibridi come l'Ankylodocus (un ibrido Ankylosaurus / Diplodocus), un Ankyntrosaurus (un ibrido Ankylosaurus / Kentrosaurus), un Carnoraptor, uno Spinoraptor (un ibrido Spinosaurus / Utahraptor), e uno Stegoceratops (un ibrido triceratopo / stegosauro). Mentre guida la girosfera attraverso la giungla, Vic insegue ancora una volta il dipendente vestito da dinosauro. La mascotte viene salvata da uno degli ibridi che respinge la turbosfera di Vic. Owen quindi porta il dipendente a vedere la nuova attrazione mentre il giorno dopo è vestito da hot dog.
Dopo che Claire si affeziona a un Dilophosaurus  che chiama Rossa a causa del colore del suo collare di pelle retrattile, si unisce a Owen e al Dr. Wu nel documentare l'Indominus Rex  su come gli piace mangiare gli hot dog. Quando vede la mascotte hot dog, scappa dal suo recinto e lo insegue anche quando cala la notte. Ciò induce Claire a convocare l'ACU per gestire la situazione. Claire salva quindi la mascotte del hot dog facendo schiantare il suo camion sull'Indominus Rex mentre atterra sul dorso. Poi scivola lungo la coda del dinosauro tra le braccia di Owen. Quando Owen chiama i suoi Velociraptor addestrati per aiutarlo, si scopre che l'Indominus Rex ha il DNA del Velociraptor in esso, poiché fa in modo che i Velociraptor attacchino l'ACU. Anche se Claire e i soldati usano corda e fucili tranquillanti, l'Indominus Rex si rialza rapidamente.
Dopo aver scoperto che l'Indominus Rex è diretto alle recinto dei raptor e ha parlato con Lowery degli alimenti disponibili su Isla Nublar, Claire lascia una scia di hot dog per l'Indominus Rex da seguire che li porta alla mascotte del hot dog. Dopo un breve mal di stomaco, l'Indominus Rex inizia a scatenarsi mentre Owen si dirige verso l'area riservata. Mentre Claire ristabilisce un legame con i Velociraptor, Owen appare con l'anziano Tyrannosaurus e i dinosauri ibridi che spingono l'Indominus Rex nella fossa.
Il giorno dopo, Claire ha addomesticato Rossa, Masrani e gli altri visitatori del parco osservano la nuova attrazione che coinvolge i dinosauri che giocano a calcio con la girosfera come una palla mentre Vic è ancora dentro.
In un'altra area di Isla Nublar, il Dr. Wu dà da mangiare ad un altro Indominus Rex con le spine rosse sul dorso. Il dinosauro ruggisce al dottore al termine del corto.